# 北甘馬粦省
北甘馬粦省（中比科爾文：Amihanan na Camarines；他加祿文：Hilagang Camarines）是菲律宾呂宋比科爾區大區下的一個省份，西鄰奎松省，南鄰南甘馬粦省，首府為達特。

## 外部連結
- 维基共享资源上的相關多媒體資源：北甘馬粦省
- OpenStreetMap上有關北甘馬粦省的地理
- 北甘馬粦省官方網站 （页面存档备份，存于）